# Marrone
Il colore marrone è una variante di uno dei colori dello spettro che l'uomo riesce a vedere (arancione). Nell'arcobaleno il marrone è assente perché non è possibile regolare l'intensità della luce solare responsabile dell'arcobaleno stesso. Il marrone è composto dalla miscela dei tre colori primari (giallo, rosso, blu) in quantità variabili a seconda della tonalità che si vuole dare al colore.
Si può ottenere una tonalità più scura, soprattutto per le tempere, con un po’ di nero. Questo metodo funziona comunque con un certo tipo di acquerelli (quelli più densi, ma mettendo meno acqua in quelli normali fa lo stesso effetto) e con qualsiasi tipo di colore a tempera.
La composizione spettrale di un arancione e di un marrone può benissimo essere la stessa, ed entrambi questi colori possono avere sia uno spettro monocromatico, sia con più di una componente. In entrambi i casi, se diminuiamo la sola intensità della o delle componenti (non variando quindi né la saturazione, né la tinta), l'arancione diventa marrone.
Il nome deriva dal nome delle castagne, che hanno appunto questo colore; l'aggettivo è declinabile al plurale anche se è accettata la forma invariabile. In inglese il termine maroon equivale all'italiano marrone rossiccio.

## Simbolismo

### Religione
- Nel cristianesimo il marrone è indossato dai monaci come simbolo di rinuncia al mondo e ai beni materiali.
- A Sodoma e Gomorra è associato al fumo e al diavolo.

### Altre simbologie
- In Etiopia è il colore del lutto.
- In Cina simboleggia il passato.
- Nell'astrologia occidentale simboleggia il segno zodiacale della Vergine.